# Filip Popp
Filip Popp (rojen Philipp Popp), * 23. marec 1893, Zemun, † 29. junij 1945, Zagreb. 
Filip Popp je bil prvi škof evangeličanske cerkve na Hrvaškem za časa Kraljevine Jugoslavije.